# Farontó lepkeszerűek
A farontó lepkeszerűek (Cossoidea) a lepkék (Lepidoptera) rendjébe, a valódi lepkék (Glossata) alrendjének Heteroneura alrendágában a Cossina tagozat névadó öregcsaládja.

## Származásuk, elterjedésük
Az öregcsalád fajai az antarktikus faunabirodalom és az új-zélandi faunaterület kivételével az egész Földön megtalálhatók.

## Megjelenésük, felépítésük
- Encyclopedia of Life: Cossoidea

## Rendszerezésük
Az öregcsaládot két családsorozatra bontják:
- Cossiformes családsorozat 3 családdal:
  - Farontó lepkefélék (Cossidea)
  - Dudgeoneidae
  - Metarbelidae
- Limacodiformes családsorozat 4 családdal:
  - Cyclotornidae
  - Epipyropidae
  - Dalceridae
  - Csigalepkefélék (Limacodidae)

Egyes rendszertanok itt szerepeltetik a szitkárféléket (Sesiidae), a pusztamolyféléket (Brachodidae) és a Castniidae család fajait is; a többség szerint ez az álláspont túlhaladott.
A szűkebb értelmezés szerint az öregcsaládnak mindössze két családja van: a névadó Cossidea és a meglehetősen kevés fajt felvonultató Dudgeoneidae.